# Kapselhotel
Et kapselhotel eller kabinehotel (カプセルホテル kapuseru hoteru) er en type hotel, der er udviklet i Japan og som består af et stort antal meget små rum (kapsler eller sovekabiner), der skal fungere som billig og basal overnatning for gæster, der ikke kræver den samme standard, som på mere konventionelle hoteller.

## Beskrivelse
Gæsternes private rum er reduceret til en kapsel i plastik eller fiberglas på omtrent 2 x 1 x 1 meter. Faciliteterne varierer, de fleste har tv og en elektrisk konsol, nogle har også internetadgang. Bagage opbevares i et aflåseligt skab. Privatlivet sikres ved et gardin eller en dør i fiberglas. Badefaciliteter er fælles og nogle kapselhoteller inkluderer restaurant, swimmingpool og andre faciliteter.
Kabinehoteller varierer meget i størrelse, nogle har blot 50 sovekabiner, mens andre har over 700.

## Historie
Det første kapselhotel i verden var Capsule Inn Osaka, det var designet af Kisho Kurokawa og lokaliseret i Osakas Umeda-distrikt. Det åbnede i 1979.
Hotelformen har endnu ikke opnået det store popularitet uden for Japan. I 2012 åbnede det første kabinehotel i Kina i Xi'an og i Singapore.